# 克罗地亚扎戈列

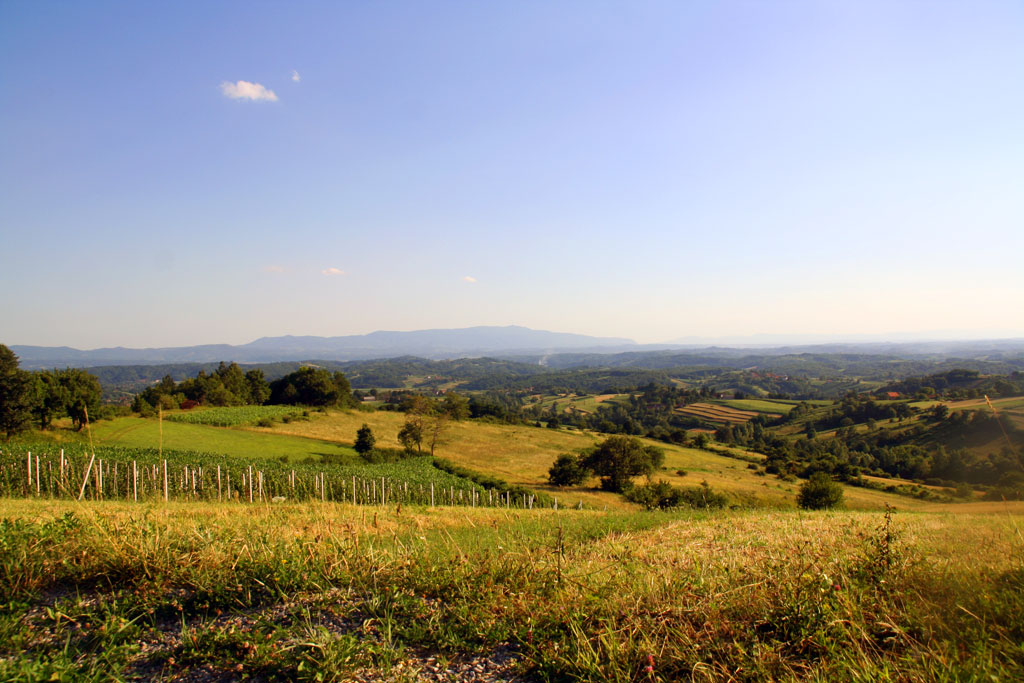

克罗地亚扎戈列（直译：克罗地亚腹地）是克罗地亚西北部的一个文化区域，传统上被梅德韦德尼察山和该国首都萨格勒布分隔开。
在克罗地亚，这一地区常常被简称为扎戈列。但为和邻近的斯洛文尼亚萨瓦河畔扎戈列区区分，克罗地亚这一部分被称作克罗地亚扎戈列。
该地区的克拉皮纳镇被称为卡伊方言区的文化首府。每年，卡伊方言歌曲节（Festival kajkavske popevke）都在克拉皮纳举行。